# 基謝利 (佩爾沃邁西基區)
49°26′7″N 36°25′0″E / 49.43528°N 36.41667°E
基塞利（烏克蘭語：Киселі）是位於烏克蘭東部的村莊，由哈爾科夫州洛佐瓦區的阿列克西伊夫卡市鎮負責管轄。該村處於奧里利卡河畔，距離新特羅伊茨凱和卡米揚卡2.5公里，始建於1721年，面積1.27平方公里，海拔高度132米，2001年人口574。